# 1. новоградска пешадијска бригада ВРС
1. новоградска пешадијска бригада је био једна од јединица Првог крајишког корпуса Војске Републике Српске. Бригада је основана 28. јуна 1992, преустројем снага Територијалне одбране општине Нови Град са командним местом у Новом Граду. Кроз бригаду је прошло 5.500 бораца.

## Састав и наоружање
До почетка новембра 1994, бригада је била у саставу Првог крајишког корпуса, да би од новембра 1994. до краја рата провела у саставу Другог крајишког корпуса.
Средином 1995, бригада је располагала следећим средствима борбене технике: минобацачи 60 мм – 19, минобацачи 82 мм – 41, минобацачи 120 мм – осам, бестрзајни топови 82 мм – 11, вишецевни бацач ракета 57 мм – један, противоклопни топови 76 мм (ЗИС) – шест, хаубице 155 мм – пет, тенк Т-34 – два, тенк Т-55 – два, противавионски топови: 20/1 – један, 20/3 – пет, 30/2 – три.

## Ратни пут
Бригада је бранила зону чији се предњи крај протезао линијом Ћорковача – Отока (искључно). Током рата у Босни највише је ратовала са 505. бужимском бригадом Армије Републике Босне и Херцеговине. Средином септембра 1995, бригада је одбранила своју општину од напада хрватских снага у операцији Уна 95.

## Послератни пут
По завршетку рата бригада је враћена у састав Првог крајишког корпуса.

## Губици
У току рата погинуло је 248, а рањено је 963 бораца бригаде.